# The Wild, the Innocent & the E Street Shuffle
The Wild, the Innocent & the E Street Shuffle és el segon àlbum d'estudi del músic nord-americà Bruce Springsteen al costat de l'encara sense nom E Street Band, publicat per Columbia Records en 1973.
Descrit com "un dels millors àlbums en la història del rock'n'roll" per Allmusic, l'àlbum inclou el tema "Rosalita (Come out tonight)", una de les composicions més notables de Springsteen i més utilitzades en els concerts durant els deu primers anys de la seva carrera musical.
Tal com va passar amb el seu primer àlbum Greetings from Asbury Park, N.J., va ser ben rebut per la crítica tot i que va obtenir un menor èxit comercial. Tanmateix, una vegada que Springsteen va ser llançat a la fama amb l'àlbum Born to Run, un gran nombre de cançons incloses a The Wild, the Innocent and the E Street Shuffle serien radiades per les emissores de ràdio americanes.
L'any 2003 l'àlbum va ser situat en el número 132 de la llista dels millors 500 àlbums de tots els temps de la revista Rolling Stone. El 7 de novembre de 2009 Bruce Springsteen i la E Steet Band van tocar per primera vegada l'àlbum sencer en un concert al Madison Square Garden.

## Llista de cançons
Totes les cançons escrites per Bruce Springsteen.

### Cara A
1. "The E Street Shuffle" – 4:31
2. "4th of July, Asbury Park (Sandy)" – 5:36
3. "Kitty's Back" – 7:09
4. "Wild Billy's Circus Story" – 4:47

### Cara B
1. "Incident on 57th Street" – 7:45
2. "Rosalita (Come Out Tonight)" – 7:04
3. "New York City Serenade" – 9:55

## Personal

### The E Street Band
- Bruce Springsteen – guitarra, harmònica, mandolina, maraques i cors
- Clarence Clemons – saxo i cors
- David L. Sancious – piano, òrgan (solo a "Kitty's Back"), piano elèctric, clavinet, saxo soprano a "The E Street Shuffle" i cors
- Danny Federici – acordió, cors, segon piano a "Incident on 57th Street" i òrgan a "Kitty's Back"
- Garry Tallent – baix, tuba i cors
- Vini "Mad Dog" Lopez – bateria, cors i cornet a "The E Street Shuffle"

### Altres músics
- Richard Blackwell – conga, percussió
- Albany "Al" Tellone – saxo baríton a "The E Street Shuffle"
- Suki Lahav – cors a "4th of July, Asbury Park (Sandy)" i a "Incident on 57th Street"

### Producció
- Bruce Springsteen, Jon Landau i Steven Van Zandt - productors
- Louis Lahav – enginyer
- Teresa Alfieri i John Berg – disseny
- David Gahr – fotografia